# XIIe législature du Parlement de Catalogne
La XIIe législature du Parlement de Catalogne est un cycle parlementaire du Parlement de Catalogne, d'une durée de deux ans et onze mois, ouvert le 17 janvier 2018 à la suite des élections du 21 décembre par le décret royal 1/2018 du 9 janvier portant convocation de la session constitutive et clos le 22 décembre 2020 en raison de l'absence de candidat susceptible d'être investi à la présidence de la communauté autonome.

## Bureau du Parlement
| Poste                   | Titulaire                    | Parti | Parti | Circonscription |
| ----------------------- | ---------------------------- | ----- | ----- | --------------- |
| Président               | Roger Torrent                |       | ERC   | Gérone          |
| Premier vice-président  | Josep Costa                  |       | JxC   | Barcelone       |
| Deuxième vice-président | José María Espejo-Saavedra   |       | Cs    | Barcelone       |
| Deuxième vice-président | Joan García (29.05.2019)     |       | Cs    | Barcelone       |
| Premier secrétaire      | Eusebi Campdepedrós          |       | JxC   | Tarragone       |
| Deuxième secrétaire     | David Pérez Ibáñez           |       | PSC   | Barcelone       |
| Troisième secrétaire    | Joan García                  |       | Cs    | Barcelone       |
| Troisième secrétaire    | Laura Vílchez (29.05.2019)   |       | Cs    | Barcelone       |
| Quatrième secrétaire    | Alba Vergés                  |       | ERC   | Barcelone       |
| Quatrième secrétaire    | Adriana Delgado (06.06.2018) |       | ERC   | Barcelone       |
| Quatrième secrétaire    | Rut Ribas (26.11.2019)       |       | ERC   | Barcelone       |

## Groupes parlementaires
| Nom | Nom                                   | Nom                                   | Début | Fin                                                   | Président                                             | Porte-parole                                                                           |
| --- | ------------------------------------- | ------------------------------------- | ----- | ----------------------------------------------------- | ----------------------------------------------------- | -------------------------------------------------------------------------------------- |
|     | Groupe Ciudadanos                     | Groupe Ciudadanos                     | 36    | 36                                                    | Inés Arrimadas Carlos Carrizosa (21.05.2019)          | Carlos Carrizosa Lorena Roldán (21.05.2019)                                            |
|     | Groupe d'Ensemble pour la Catalogne   | Groupe d'Ensemble pour la Catalogne   | 34    | 34                                                    | Jordi Sànchez Albert Batet (01.10.2019)               | Elsa Artadi Albert Batet (30.05.2018) Eduard Pujol (01.10.2019) Gema Geis (26.10.2020) |
|     | Groupe Républicain                    | Groupe Républicain                    | 32    | 32                                                    | Marta Rovira Sergi Sabrià (03.05.2018)                | Sergi Sabrià Anna Caula (03.05.2018)                                                   |
|     | Groupe socialiste & Unis pour avancer | Groupe socialiste & Unis pour avancer | 17    | 17                                                    | Miquel Iceta                                          | Eva Granados                                                                           |
|     | Groupe Catalogne en commun Podem      | Groupe Catalogne en commun Podem      | 8     | 8                                                     | Xavier Domènech Jéssica Albiach (18.09.2018)          | Elisenda Alamany Susanna Segovia (30.10.2018)                                          |
|     | Mixte                                 | Mixte                                 | 8     | 8                                                     | -                                                     | -                                                                                      |
|     |                                       |                                       |       |                                                       |                                                       |                                                                                        |
|     | Sous-groupe de la CUP                 | 4                                     | 4     | Carles Riera                                          | Carles Riera                                          |                                                                                        |
|     | Sous-groupe du PPC                    | 4                                     | 4     | Xavier García Albiol Alejandro Fernández (31.01.2019) | Xavier García Albiol Alejandro Fernández (31.01.2019) |                                                                                        |

## Commissions parlementaires
| Commission                                                                               | Président                    | Parti | Parti | Circonscription |
| ---------------------------------------------------------------------------------------- | ---------------------------- | ----- | ----- | --------------- |
| Commissions permanentes législatives                                                     |                              |       |       |                 |
| Commission des Affaires institutionnelles                                                | Juan Maria Castell           | Cs    |       | Gérone          |
| Commission de l'Économie et des Finances                                                 | Teresa Pallarès              | JxC   |       | Tarragone       |
| Commission de l'Action extérieure, des Relations institutionnelles et de la Transparence | Aurora Madaula               | JxC   |       | Barcelone       |
| Commission de l'Enseignement Commission de l'Éducation (06.02.2019)                      | Josep Maria Jové             | ERC   |       | Barcelone       |
| Commission de la Santé                                                                   | Assumpció Laïlla             | ERC   |       | Barcelone       |
| Commission de l'Intérieur                                                                | Matías Alonso                | Cs    |       | Tarragone       |
| Commission du Territoire                                                                 | Assumpta Escarp              | PSC   |       | Barcelone       |
| Commission de la Culture                                                                 | Lluís Font                   | JxC   |       | Barcelone       |
| Commission de la Justice                                                                 | Joan Nuet                    | CeC   |       | Barcelone       |
| Commission de la Justice                                                                 | Yolanda López (02.05.2019)   | CeC   |       | Tarragone       |
| Commission du Travail et des Affaires sociales et familiales                             | Montserrat Fornells          | ERC   |       | Lérida          |
| Commission des Politiques numériques et de l'Administration publique                     | Raúl Moreno                  | PSC   |       | Barcelone       |
| Commission de l'Entreprise et de la Recherche                                            | Laura Vílchez                | Cs    |       | Barcelone       |
| Commission de l'Entreprise et de la Recherche                                            | José María Cano (06.06.2019) | Cs    |       | Barcelone       |
| Commission de l'Agriculture, de l'Élevage, de la Pêche et de l'Alimentation              | Marc Solsona                 | JxC   |       | Lérida          |
| Commission de l'Environnement et de la Durabilité                                        | Yolanda López                | CeC   |       | Tarragone       |
| Commission de l'Environnement et de la Durabilité                                        | Lucas Ferro (14.11.2018)     | CeC   |       | Barcelone       |
| Commissions permanentes non-législatives                                                 |                              |       |       |                 |
| Commission du Règlement                                                                  | Roger Torrent                | ERC   |       | Gérone          |
| Commission du Statut des députés                                                         | Quim Torra                   | JxC   |       | Barcelone       |
| Commission du Statut des députés                                                         | Marta Madrenas (28.09.2018)  | JxC   |       | Gérone          |
| Commission du Statut des députés                                                         | Antoni Morral (26.11.2019)   | JxC   |       | Barcelone       |
| Commission des Pétitions                                                                 | Yolanda López                | CeC   |       | Tarragone       |
| Commission des Pétitions                                                                 | Santi Rodríguez              | PPC   |       | Barcelone       |
| Commission des Affaires secrètes et réservées                                            | Roger Torrent                | ERC   |       | Gérone          |
| Commission du Contrôle de l'audiovisuel public                                           | David Mejía                  | Cs    |       | Barcelone       |
| Commissions d'enquête                                                                    |                              |       |       |                 |
| Commission sur les attentas d'août 2017 en Catalogne                                     | Jordi Munell                 | JxC   |       | Gérone          |
| Commission sur l'application de l'article 155 de la Constitution espagnole               | Antoni Morral                | JxC   |       | Barcelone       |

## Gouvernement et opposition

### Investiture de Jordi Turull
| Candidat           | Date                                    | Vote       |                                                  |                                                  |                                                  |                                                  |                                                  |                                                  |                                                  | Résultat                                         |  |  |  |  |  |  |  |  |  |  |  |  |  |
| Candidat           | Date                                    | Vote       | Cs                                               | JxC                                              | ERC                                              | PSC                                              | CeC                                              | CUP                                              | PP                                               | Résultat                                         |  |  |  |  |  |  |  |  |  |  |  |  |  |
| Jordi Turull (JxC) | 22 mars 2018 (majorité absolue requise) | Oui        |                                                  | 33                                               | 31                                               |                                                  |                                                  |                                                  |                                                  | 64 / 135                                         |  |  |  |  |  |  |  |  |  |  |  |  |  |
| Jordi Turull (JxC) | 22 mars 2018 (majorité absolue requise) | Non        | 36                                               |                                                  |                                                  | 17                                               | 8                                                |                                                  | 4                                                | 65 / 135                                         |  |  |  |  |  |  |  |  |  |  |  |  |  |
| Jordi Turull (JxC) | 22 mars 2018 (majorité absolue requise) | Abstention |                                                  |                                                  |                                                  |                                                  |                                                  | 4                                                |                                                  | 4 / 135                                          |  |  |  |  |  |  |  |  |  |  |  |  |  |
| Jordi Turull (JxC) |                                         |            |                                                  |                                                  |                                                  |                                                  |                                                  |                                                  |                                                  |                                                  |  |  |  |  |  |  |  |  |  |  |  |  |  |
| Jordi Turull (JxC) | 24 mars 2018 (majorité simple)          | Oui        | Vote suspendu après l'incarcération du candidat. | Vote suspendu après l'incarcération du candidat. | Vote suspendu après l'incarcération du candidat. | Vote suspendu après l'incarcération du candidat. | Vote suspendu après l'incarcération du candidat. | Vote suspendu après l'incarcération du candidat. | Vote suspendu après l'incarcération du candidat. | Vote suspendu après l'incarcération du candidat. |  |  |  |  |  |  |  |  |  |  |  |  |  |
| Jordi Turull (JxC) | 24 mars 2018 (majorité simple)          | Non        | Vote suspendu après l'incarcération du candidat. | Vote suspendu après l'incarcération du candidat. | Vote suspendu après l'incarcération du candidat. | Vote suspendu après l'incarcération du candidat. | Vote suspendu après l'incarcération du candidat. | Vote suspendu après l'incarcération du candidat. | Vote suspendu après l'incarcération du candidat. | Vote suspendu après l'incarcération du candidat. |  |  |  |  |  |  |  |  |  |  |  |  |  |
| Jordi Turull (JxC) | 24 mars 2018 (majorité simple)          | Abstention | Vote suspendu après l'incarcération du candidat. | Vote suspendu après l'incarcération du candidat. | Vote suspendu après l'incarcération du candidat. | Vote suspendu après l'incarcération du candidat. | Vote suspendu après l'incarcération du candidat. | Vote suspendu après l'incarcération du candidat. | Vote suspendu après l'incarcération du candidat. | Vote suspendu après l'incarcération du candidat. |  |  |  |  |  |  |  |  |  |  |  |  |  |

### Investiture de Quim Torra
| Candidat         | Date                                   | Vote       |    |     |     |     |     |     |    | Résultat |  |  |  |  |  |  |  |  |  |  |  |  |  |
| Candidat         | Date                                   | Vote       | Cs | JxC | ERC | PSC | CeC | CUP | PP | Résultat |  |  |  |  |  |  |  |  |  |  |  |  |  |
| Quim Torra (JxC) | 12 mai 2018 (majorité absolue requise) | Oui        |    | 34  | 32  |     |     |     |    | 66 / 135 |  |  |  |  |  |  |  |  |  |  |  |  |  |
| Quim Torra (JxC) | 12 mai 2018 (majorité absolue requise) | Non        | 36 |     |     | 17  | 8   |     | 4  | 65 / 135 |  |  |  |  |  |  |  |  |  |  |  |  |  |
| Quim Torra (JxC) | 12 mai 2018 (majorité absolue requise) | Abstention |    |     |     |     |     | 4   |    | 4 / 135  |  |  |  |  |  |  |  |  |  |  |  |  |  |
| Quim Torra (JxC) |                                        |            |    |     |     |     |     |     |    |          |  |  |  |  |  |  |  |  |  |  |  |  |  |
| Quim Torra (JxC) | 14 mai 2018 (majorité simple)          | Oui        |    | 34  | 32  |     |     |     |    | 66 / 135 |  |  |  |  |  |  |  |  |  |  |  |  |  |
| Quim Torra (JxC) | 14 mai 2018 (majorité simple)          | Non        | 36 |     |     | 17  | 8   |     | 4  | 65 / 135 |  |  |  |  |  |  |  |  |  |  |  |  |  |
| Quim Torra (JxC) | 14 mai 2018 (majorité simple)          | Abstention |    |     |     |     |     | 4   |    | 4 / 135  |  |  |  |  |  |  |  |  |  |  |  |  |  |

## Désignations

### Sénateurs
Lors de la session plénière du 4 mai 2018, le Parlement de Catalogne a désigné huit sénateurs représentant la communauté autonome au Sénat espagnol.
| Parti | Parti                | Sénateurs désignés            |
| ----- | -------------------- | ----------------------------- |
| Cs    |                      | Francesc Xavier Alegre Buxeda |
| Cs    | Lorena Roldán Suárez |                               |
| JxC   |                      | Josep Lluís Cleries           |
| JxC   | Marta Pascal         |                               |
| ERC   |                      | Mirella Cortès                |
| ERC   | Bernat Picornell     |                               |
| PSC   |                      | José Montilla                 |
| CeC   |                      | Sara Vilà i Galan             |

- José Montilla (PSC) est remplacé en novembre 2019 par Manel de la Vega avec 123 voix favorables.
- Mirella Cortès (ERC) est remplacée en novembre 2019 par Adelina Escandell avec 83 voix favorables.
- Marta Pascal (Junts) est remplacée en mai 2020 par Assumpció Castellví Auví avec 90 voix favorables.
- Xavier Alegre (Cs) démissionne en décembre 2020 et n'est pas remplacé.
- Lorena Roldán (Cs) démissionne en janvier 2020 et n'est pas remplacée.